# Weskow
Weskow, niedersorbisch Wjaska, ist ein Ortsteil der Stadt Spremberg im brandenburgischen Landkreis Spree-Neiße.

## Lage und Erreichbarkeit
Weskow liegt ungefähr vier Kilometer nordöstlich der Stadt Spremberg und ist über die L48 mit ihr verbunden.

## Geschichte
1510 erstmals als Wjaska in Urkunden erwähnt, wurde Weskow von sorbischen Siedlern ursprünglich als Sackgassendorf angelegt. Der sorbische Name Wjaska bedeutet zu deutsch „Dörfchen“. Die Bahntrasse, welche am südlichen Ortsrand verläuft, wurde Mitte des 19. Jahrhunderts angelegt.
Kurz vor Beginn des Zweiten Weltkrieges gab es in Weskow 832 Einwohner. Im Krieg kamen 96 Weskower Einwohner ums Leben. Heute sind in Weskow etwa 800 Einwohner gemeldet.